# Yopurga
Yopurga (âm Hán Việt: Nhạc Phổ Hồ, chữ Hán giản thể: 岳普湖县) là một huyện thuộc địa khu Kashgar, Tân Cương, Cộng hòa Nhân dân Trung Hoa. Huyện này có diện tích 3126 ki-lô-mét vuông, dân số năm 2002 là 130.000 người. Mã số bưu chính là 844400. Chính quyền huyện đóng ở trấn Nhạc Phổ Hồ. Về mặt hành chính, huyện này được chia thành 1 trấn, 8 hương và 5 nông lâm trường chăn nuôi.
- Trấn: Yopurga.
- Hương: Ngải-tây-mạn, A-kỳ-khắc, Thiết-nhiệt-mộc, Ba-y-a-ngõa-đề, A-hồng-lỗ-khố-mộc, Nhạc-phổ-hồ, Sắc-dã-khắc, Dã-khắc-tiên-ba-trát.